# جايلز سميث
جايلز سميث (بالإنجليزية: Giles Smith)‏ هو صحفي بريطاني، ولد في 1962 في كولشيستر في المملكة المتحدة.